# Journal of Supercritical Fluids
Journal of Supercritical Fluids is een internationaal, aan collegiale toetsing onderworpen wetenschappelijk tijdschrift op het gebied van de
fysische chemie en de chemische technologie.
De naam wordt in literatuurverwijzingen meestal afgekort tot J. Supercrit. Fluids.
Het wordt uitgegeven door Elsevier en verschijnt 9 keer per jaar.
Het eerste nummer verscheen in 1988.